# 황제 (타로)

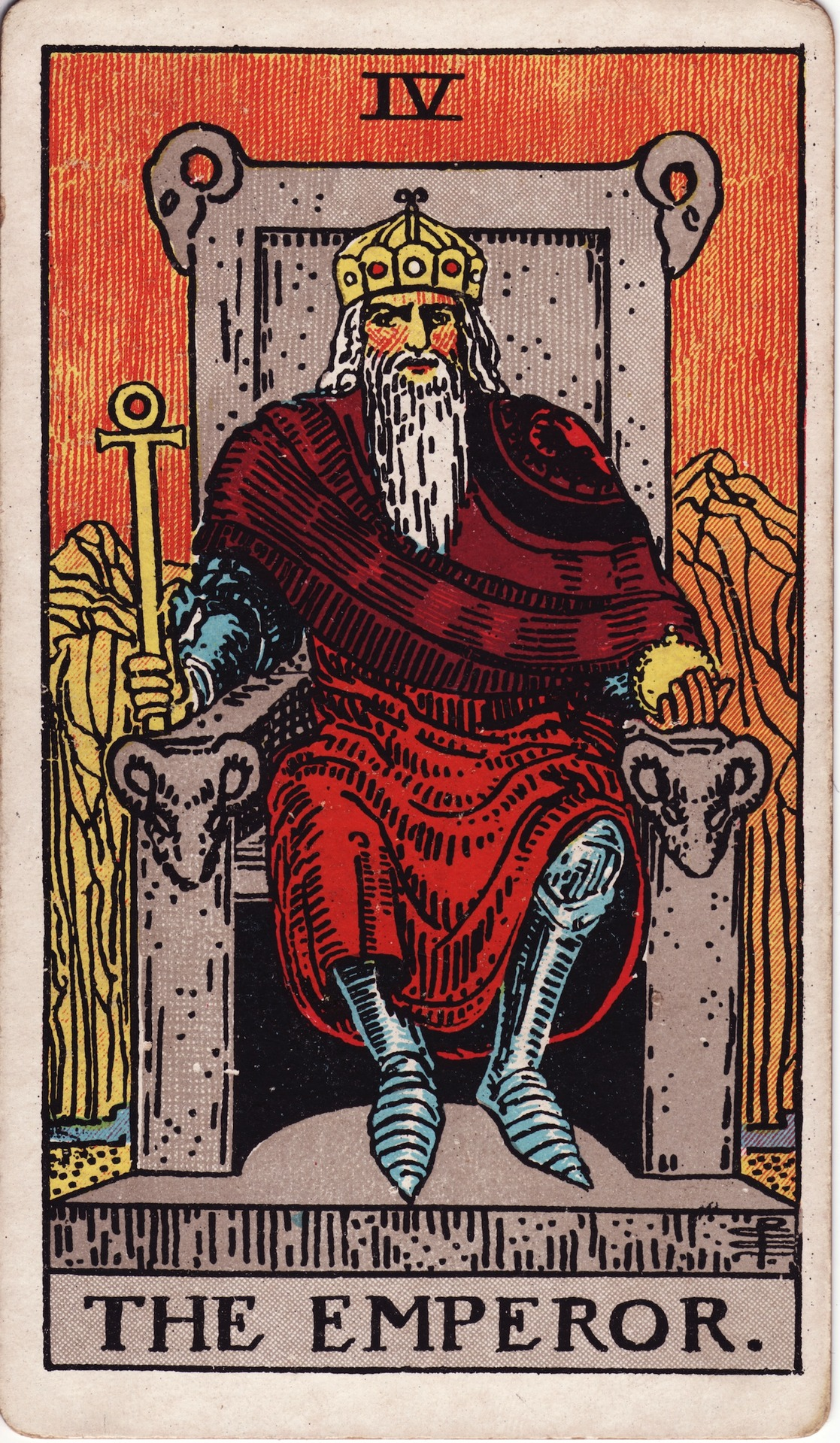
웨이트판 타로의 황제

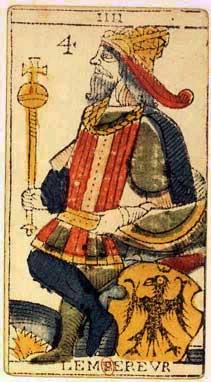
마르세유판 타로의 황제

황제(皇帝, 프랑스어: L'Empereur)는 타로의 메이저 아르카나에 속하는 카드의 1매다. 카드 번호는 '4'.

## 카드의 의미
정위치의 의미
지배, 안정, 성취·달성, 남성적, 권위, 행동력, 의사, 책임감이 강함.
역위치의 의미
미숙, 횡포, 오안불손, 오만, 시먹음, 독단적, 의지 박약, 무책임.
아서 에드워드 웨이트의 타로 도해의 해설에서는 '통치·견고함·방어·동맹'을 의미한다고 여겨진다.

## 카바라와의 관계
히브리 문자는 트디(צ), 다만 복수의 이설이 있다. '황금의 새벽단'의 설에서는 네트크와 이소드의 세피라를 결합하는 경에 관련지었다.

## 점성술과의 관계
이하의 제설이 있다.
- 별자리：백양궁설[1], 금우궁설, 거해궁설, 천헐궁설
- 행성：태양설, 화성설[2], 목성설, 지구설[3], '화성+명왕성'설[4]

## 우화의 해석
한 명의 남성이 왕관을 머리 옥좌에 앉아 왕홀을 손에 넣고 있는 구도는, 이름대로 이 남성이 '황제'인 것을 나타낸다.
마르세유판 타로엔, 남성은 이쪽에 몸의 좌측면(무의식의 측)을 향해 느긋하게 다리를 꼬아, 자신의 내면을 드러내는 것에 아무런 망설임을 보이지 않는 당당한 태도이지만, 신체나 옥좌의 방향 등 전체의 구도가 왼쪽(상징적으로 과거·내면)을 강조하고 있는 것부터, 언뜻 보면 은자 등과 같이 약간 등돌리기인, 내향적인 인상을 받는다. 그러나, '지상적인 현실'을 나타낸다고 여겨지는 구체와 '영혼'을 나타낸다고 여겨지는 십자가를 단 황금의 왕홀은 남성의 시선과 같은 높이에 걸려있다. 이것은 사회를 항상 선견적 입장으로부터 선도하는 이상적인 지도자를 그려 나타내, 남성=부권과  아울러 '사회적 권력의 상징'으로서 해석을 실시해 가는 것이 일반적이다.
또 숫자의 '4'는, 4방위 (동·서·남·북), 4원소 (지·수·화·풍), 고대의 4개의 성질(온·건·습·냉), 사계 (춘·하·추·동), 사칙 연산 (+·-·×·÷) 등을 나타내, '황제'가 고대부터 인간의 영적, 육체적 생활을 방향 지어 온 위대한 '4'가 주어진 확고 부동한 권력자인 것을 나타내고 있다.